# Ямпольский, Иван Васильевич
Иван Васильевич Ямпольский (1925—1983) — снайпер 1-й стрелковой роты 515-го стрелкового полка (134-я стрелковая дивизия), сержант. Кавалер ордена Славы трёх степеней.

## Биография

### Начальная биография
Иван Васильевич Ямпольский родился 26 февраля 1925 года в селе Натырбово Кошехабльский район, Адыгейская автономная область Краснодарского края (ныне Республика Адыгея) в семье крестьянина. Русский.

### В Великую Отечественную войну
В 1941 году, окончив 7 классов, в 16 лет он пошел работать в колхоз и стал трудиться прицепщиком в тракторной бригаде, где за рычагами «железного» коня сидел его отец Василий Григорьевич, потомственный землепашец. Отец ушёл на войну, сражался на Украине, на Дону и погиб 22 ноября 1942 года под Сталинградом. Иван трудился до начала оккупации Адыгеи (9.8.1942). Рвался на фронт, но призван лишь 22 февраля 1943 года, когда Адыгея была освобождена от фашистских оккупантов.
В действующей армии — с 15 июля 1943 года. Воевал пулемётчиком и снайпером (Северо-Кавказский фронт, 1-й Белорусский фронт). Трижды ранен.
Пройдя соответствующую подготовку в 182-м запасном стрелковом полку и освоив пулеметное дело, в июне 1943 года он прибыл в 1337-й стрелковый полк 318-й стрелковой дивизии, которая в это время в составе 18-й армии вела тяжелые оборонительные бои в Новороссийске у цементных заводов.
1337-й полк под командованием подполковника Г. Д. Булбуляна, в котором сражался рядовой Иван Ямпольский, наступал на город, ведя бои юго-западнее горы Сахарная Голова, огромной пирамидой возвышавшейся над городом. Десантники, и среди них И. В. Ямпольский, дрались с ожесточением. При отражении одной из вражеских контратак 11 сентября Иван Васильевич уничтожил из своего «максима» свыше десяти гитлеровцев, но и сам получил ранение, оказавшись на госпитальной койке в городе Ессентуки.
Вернулся в боевой строй И. В. Ямпольский в апреле 1944 года, получив назначение в 515-й стрелковый полк 134-й стрелковой Вердинской дивизии 69-й армии, который в это время располагался в районе деревни Свинажино Волынской области и готовился к участию в Белорусской операции. В составе этого полка он пройдет фронтовыми дорогами до Победы, завершив свой боевой путь на Эльбе.
5 ноября 1944 года он был награжден знаком «Снайпер».
1-й стрелковый батальон 515-го полка капитана А. П. Ефремова, в котором, снайпером 3-й стрелковой роты, воевал ефрейтор И. В. Ямпольский, усиленный ротой автоматчиков, противотанковой батареей и взводом полковых разведчиков, форсировал Вислу в ночь на 1 августа в районе села Бжесце и в 2 часа стремительной атакой овладел селом Люцимя, отбросив противника к селу Анджеюв. В ходе этих боев Иван Васильевич открыл свой боевой счет, уничтожив четырех гитлеровцев, а 8 августа на его груди засверкала первая боевая награда — медаль «За отвагу».

### Орден Славы III степени
Отличился Иван Васильевич в ходе Варшавско-Познанской операции. При подходе к селу Цуднув противник встретил десантников сильным артиллерийско-минометным огнем. В ходе этого боя танковым десантом было уничтожено свыше 300 гитлеровцев, около десяти из которых были на счету снайпера И. В. Ямпольского.
За проявленные мужество, отвагу и высокое огневое мастерство Иван Васильевич, уничтоживший за два дня боев около 30 гитлеровцев, приказом командира 134-й стрелковой дивизии генерал-майора Стенина В. Ф. от 24 января 1945 года был удостоен орденом Славы 3 степени.

### Орден Славы II степени
Спустя две недели И. В. Ямпольский вновь отличился и на основании приказа командующего 69-й армией генерал-полковника В. Я. Колпакчи от 18 марта 1945 года на его груди засверкал орден Славы 2 степени.
31 января 1945 года в бою на подступах к реке Одер на территории Польши Ямпольский своей меткой стрельбой не дал возможности вражеским пехотинцам, засевшим в доте, вести огонь по нашим наступающим стрелкам, чем обеспечил их успешное продвижение. В последующих боях Ямпольский уничтожил более 20 солдат и офицеров.
- Приказом командующего 69-й армии генерал-полковника Колпакчи В. Я. от 24.02.1945 года награждён орденом Славы 2 степени[2][5].

### Орден Славы I степени
К началу Берлинской операции И. В. Ямпольский, ставший сержантом, имел на своем счету 39 уничтоженных гитлеровцев и постоянно входил в десятку лучших снайперов дивизии, список которых регулярно публиковался на страницах дивизионной газеты «Сталинский воин» под рубрикой «Боевой счет наших славных снайперов».
- Снайпер 1-й стрелковой роты 515-го стрелкового полка (134 стрелковая дивизия, 69-я армия, 1-й Белорусский фронт) сержант Ямпольский, Иван Васильевич 18—28 апреля 1945 года в боях северо-западнее города Франкфурт-на-Одере сразил свыше 10 гитлеровцев. Заменив выбывшего из строя командиpa взвода лейтенанта Калашникова А. Г., умело командовал взводом. Был ранен, но поля боя не покинул[1].

Перевязав себе рану, он продолжал командовать взводом, который, вырвавшись несколько вперёд и действуя на острие атаки роты, стремительно продвигался вперёд, преследуя противника.
Рота подверглась фланговой контратаке. Но И. В. Ямпольский не растерялся. Развернув взвод в сторону противника и закрепившись на достигнутом рубеже, встретил гитлеровцев ураганным огнём, заставив их отступить. Иван Васильевич получил ещё одно ранение и контузию, но оставался в строю до полного выполнения взводом поставленной задачи.
Война для Ивана Васильевича и его однополчан завершилась в селе Цизар, которым 515-й полк овладел 4 мая 1945 года. Здесь на подступах к Эльбе к трём зарубкам, имевшимся на его снайперке, И. В. Ямпольский добавил ещё две, подведя таким образом личный итог за войну.
В ходе боев за Берлин, проявив исключительное мужество, мастерство и изобретательность, И. В. Ямпольский взял на мушку 12 гитлеровцев, доведя общий счет уничтоженных гитлеровцев до 51, не считая тех, кого он уничтожил из пулемета, в рукопашных схватках и гранатами (их не счесть), и был представлен командованием полка и дивизии к награждению орденом Славы l-й степени.
- Указом ПВС СССР от 15.5.1946 года награждён орденом Славы 1 степени[2]. Этим же Указом награждён орденом Славы 1 степени его земляк сапёр Осипов, Андрей Никанорович[7].

### После войны
После войны Иван Васильевич ещё пять лет служил в армии. Стал шофёром. Командовал отделением тяги, был специалистом колесных машин и контрольным мастером 53-й отдельной танко-ремонтной роты. Здесь и застала его весть о награждении Указом Президиума Верховного Совета СССР от 15 мая 1946 года орденом Славы 1-й степени.
Демобилизовался весной 1950 года. После кратковременного пребывания и отдыха в родном селе Натырбово он уехал и обосновался на постоянное местожительство в городе Ессентуки, который ему был памятен тем, что здесь в течение полугода он лечился в одном из госпиталей после ранения, полученного в Новороссийске. Здесь он нашёл своё семейное счастье, вырастил двух сыновей, которые и поныне проживают в городе-курорте.
Более тридцати лет И. В. Ямпольский работал водителем в Севкавгеологии и курортпромторге. Водил тяжёлые грузовики по сложным дорогам Северного Кавказа. Спидометр его автомобиля показывал сотни тысяч километров, пройденных без аварий и капитального ремонта, о чём свидетельствовали его награды: знаки «За работу без аварий» и «Победителю социалистического соревнования», медаль «За доблестный труд. В ознаменование 100-летия со дня рождения В. И. Ленина».
Много лет Иван Васильевич, как глубокоуважаемый и авторитетный человек, являлся членом товарищеского суда чести своего коллектива, принимал активное участие в военно-патриотической работе среди молодёжи.
Но подорванное войной здоровье, видимо, не выдержало тех нагрузок, которые брал на себя Иван Васильевич, и в возрасте 58 лет он умер.

## Награды
- Полный кавалер ордена Славы:
  - орден Славы I степени (15.05.1946)[8];
  - орден Славы II степени (18.03.1945)[5];
  - орден Славы III степени (24.1.1945)[9];
- медали, в том числе:
  - «За отвагу»(8.8.1944)[4];
  - «За оборону Кавказа»(1944)
  - «В ознаменование 100-летия со дня рождения Владимира Ильича Ленина» (6 апреля 1970)
  - «За победу над Германией» (9 мая 1945[10])
  - «За взятие Берлина» (9.6.1945)
  - «20 лет Победы в Великой Отечественной войне 1941—1945 гг.» (7 мая 1965[11])
  - «30 лет Победы в Великой Отечественной войне 1941—1945 гг.»[12]

- - «30 лет Советской Армии и Флота»[13]
  - «40 лет Вооружённых Сил СССР»[14]
  - «50 лет Вооружённых Сил СССР» (26 декабря 1967[15])
- Знак «25 лет победы в Великой Отечественной войне» (1970)

## Память

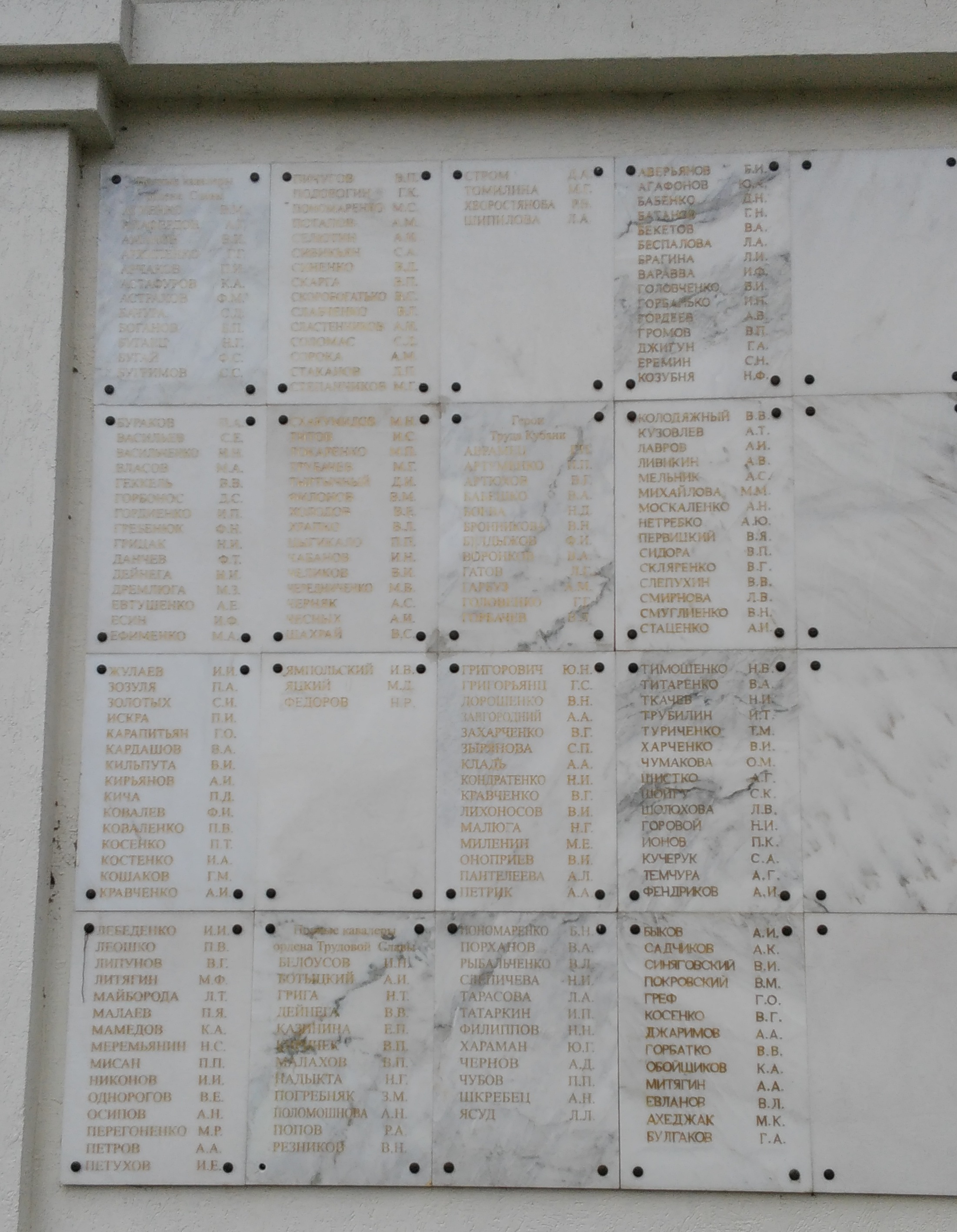
Мемориальная доска с именами полных кавалеров Ордена Славы в Краснодаре.

- В Краснодаре установлена Мемориальная доска с именами полных кавалеров Ордена Славы
- Установлен надгробный памятник на могиле Героя.
- Мемориальная доска установлена на школе № 8 в селе Натырбово, где учился Герой[1].
- Именем Героя названы улица в Натырбово и улица в Ессентуках[1].
- Его имя увековечено в Главном Храме Вооружённых сил России, и навсегда запечатлено на мемориале «Дорога памяти»